# 長崎県立美術博物館

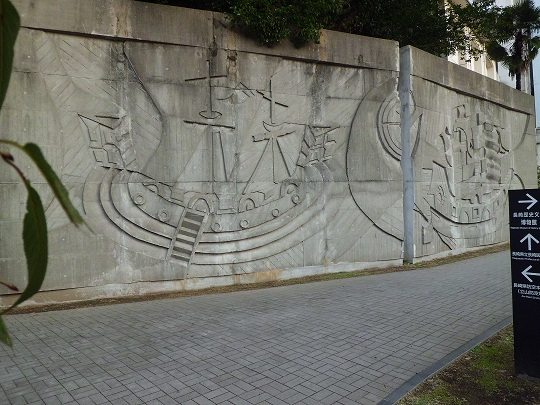
旧長崎県立美術博物館外壁の一部

長崎県立美術博物館（ながさきけんりつびじゅつはくぶつかん, Nagasaki Prefectural Museum）は、長崎県長崎市立山にあった、美術館兼博物館。長崎県立長崎図書館に隣接していた。
2002年（平成14年）末に閉館し、2005年（平成17年）に長崎県美術館（出島町）と長崎歴史文化博物館（旧長崎美術博物館跡地）が完成、開館した。
なお、旧長崎県立美術博物館2階の外壁の一部が、長崎県立長崎図書館の裏手にある立山防空壕のそばに設置されている。

## 沿革
- 1965年（昭和40年）
  - 10月31日 - 長崎国際文化センター建設事業の一環として長崎県立美術博物館（立山町、総工費1億8687万円）が完成。
  - 11月12日 - 落成式を挙行。秩父宮妃が出席。
  - 11月22日 - 開館記念として、「明治・大正・昭和名作美術展」を開催。
- 1966年（昭和41年）
  - 3月31日 - 長崎県立美術博物館資料基金条例を施行。
  - 4月1日 - 北村西望作、「建国雄姿の像」が除幕。
- 1968年（昭和43年）
  - 4月1日 - 長崎県立美術博物館資料基金条例が廃止。
  - 5月1日 - 地方巡回展を開始。
  - 10月22日 - 美術館そばに講堂兼展示室（鉄筋コンクリート造1階建て）が完成し、「中部[1]記念講堂」と命名[2]。
- 1969年（昭和44年）
  - 1月25日 - 実技講座を開始。（～1993年度（平成5年度）まで実施。）
  - 9月7日 - 皇太子・皇太子妃が来館し、「長崎県美術展」を観覧。
- 1970年（昭和45年）4月19日 - 須磨弥吉郎より美術収集作品が寄贈され、「須磨コレクション」と命名。
- 1971年（昭和46年）
  - 6月25日 - 長崎県博物館協会が発足し、事務局が設置される。
  - 7月10日 - 長崎県美術博物館友の会が発足。（1986年（昭和61年）5月に解散。）
- 1972年（昭和47年）7月5日 - 美術博物館だよりの発行を開始。
- 1973年（昭和48年）4月1日 - 理科教育センターが移管され、以降別館として利用を開始。
- 1980年（昭和55年）11月29日 - 美術館そばに常設館（地下1階、地上3階、延べ約2,300㎡）が完成し、開館。落成式を挙行。
- 1984年（昭和59年）5月30日 - 地方移動展を開始。（地方巡回展から改称。）
- 1994年（平成6年）
  - 3月17日 - 常設展示館に可動パネルとハイビジョンが贈呈される。
  - 8月9日（長崎原爆の日）- 美博講座を開始。
  - 10月26日 - ハイビジョン移動シアターを開始。
- 1995年（平成7年）
  - 4月1日 - ミュージアムフレンドを開始。
  - 5月13日 - 子ども美術館を開始。
  - 5月15日 - 須磨コレクションの本格修復を開始。
  - 6月3日 - ボランティア養成講座を開始。
- 1997年（平成9年）
  - この年 - 美博講座を文化普及講座に改称。
  - 1月18日 - 富永直樹より長崎県に彫刻作品寄贈の申し出がある。
  - 3月24日 - 常設展示館に来館者用パソコンを設置。
  - 3月27日 - やさしいまちづくり事業の一環で、施設のバリアフリー化を実施[3]。
  - 4月25日 - 長崎県庁新別館にサテライトギャラリーを開設。
- 1998年（平成10年）
  - 8月6日 - 富永直樹彫刻作品収蔵庫が完成。
  - 9月14日 - 長崎県知事公舎および用地が移管される。
  - この年 - ボランティア講座を美博ボランティア講座に改称。
- 1999年（平成11年）
  - この年 - 文化普及講座を美博生涯学習講座に、地方移動展を名品移動展に、子ども美術館をふれあい美術館に改称。
  - 3月15日 - 新別館（旧・長崎県知事公舎）の改修工事が完了。
  - 4月1日 - 前売観覧券の発行を開始。
  - 4月15日 - 新別館（旧長崎県知事公舎）を「諏訪の杜ギャラリー」と命名し、開館。
- 2000年（平成12年）
  - 4月20日 - 日蘭 皇太子が来館。
  - 6月20日 - 富永直樹彫刻作品のブロンズ化を開始。
- 2001年（平成13年）10月2日 - 諏訪の杜ギャラリーを貸館として開放。
- 2002年（平成14年）
  - 3月31日 - 新別館を閉館。
  - 6月7日～7月14日 - ファイナル企画展を開催。
    - 「美への誘い　美への冒険　―37年の歴史、そして再生へ―」をテーマにした県立美術博物館における最後の展覧会が行われた。この展覧会では、全館を会場にして美術博物館が所蔵している全ての美術・歴史資料を紹介。新長崎県美術館と長崎歴史文化博物館の概要の紹介も行われた。

  - 9月30日 - 常設展示館・講堂兼展示室（中部記念講堂）・別館（旧・理科教育センター）を閉館。
  - 12月13日 - 閉館記念式典を挙行。
  - 12月31日 - 閉館。37年間の歴史に幕を閉じる。
    - 老朽化の激しかった美術博物館は解体され、跡地には長崎歴史文化博物館が新築された。

## 問題点
美術館と博物館の両方を同一の建物に収めていたため、問題もあった。それ以外にも、アピール不足による集客率の悪さなどの問題を抱えていた。

## 来館者数
最高数
- 主催展 - 133,891名 （1970年（昭和45年））
- 貸館展 - 147,753名 （1999年（平成11年））
- 常設展 - 26,471名 （1997年（平成9年））

## 参考資料
- 長崎県新美術館（仮称）建設基本構想
- 「長崎県立美術博物館閉館記念誌」（2002年（平成14年）12月10日発行、長崎県立美術博物館）